# Sandra Coscio
Sandra Coscio Antelo (Santa Cruz de la Sierra, 6 de enero de 1967) es una periodista y productora boliviana. Presenta el programa Contame de la cadena ATB.

## Biografía

### Inicios
Sandra Coscio nació en la ciudad de Santa Cruz de la Sierra el 6 de enero de 1967. Hija de Carlos Coscio Gómez y Melvy Antelo Laughling. Vivió su infancia en Brasil, y regresó con 7 años a Bolivia, donde realizó sus estudios de educación primaria y secundaria.
Cursó estudios de Periodismo en Radio y Televisión en el College de San Francisco (California), completando su formación profesional en Comunicación Social en la Universidad NUR. Habla tres idiomas: portugués, español e inglés.

### Trayectoria profesional
Fue presentadora de noticias en la Red Teleoriente (hoy Unitel) por más de cuatro años. Paralelamente en Radio Centenario conducía el programa Hablemos claro. En 1993 se hace cargo de la conducción y producción del programa femenino Usted y nosotras de la Red Uno. Desde 2003 es parte de la Red ATB, bajo la conducción y producción del programa Contame. de turismo y entretenimiento. En el exterior, informó sobre diversas ferias turísticas y eventos de entretenimiento internacionales, en Latinoamérica, Estados Unidos y Europa.

## Periodismo televisivo
Ha realizado despachos para: Telemundo, TVE,  Frecuencia Latina de Perú entre otros. Fue presentadora de la alfombra roja de Estrellas Music Award en Miami por dos años consecutivos. 

### Entrevistas a personalidades del ámbito internacional
En su carrera periodística ha entrevistado a distintas personalidades políticas, como al expresidente de Colombira Álvaro Uribe en Bogotá, el expresidente del El Salvador, Antonio Saca, periodistas como María Celeste Arrarás, Andrés Oppenheimer, Don Francisco, Fernando del Rincón, Ismael Cala, entre otras.
También ha realizado entrevistas a diferentes celebridades del mundo del espectáculo como:  Shakira, Juanes, Andy García, Alejandro Fernández, Thalía, Luis Miguel, Marc Anthony, JLO, Gloria y Emilio Stefan, Paulina Rubio, Paloma San Basilio, J Balvin,Alejandro Sanz, Plácido Domingo, Maluma.

### Cobertura de eventos internacionales
En su rol de periodista de espectáculos, ha asistido a  los Premios Oscar, Festival de Cannes, Premios Goya,  MTV Latinos, Premios Grammy Latinos, premios Juventud, Premios Billboard, Premios Lo Nuestro, Estrella Music Award,  Festival de Viña del Mar. También a cubierto concursos como  Miss Universo, Miss Mundo, Miss Hawaiian Tropic y por varios años ha sido parte del jurado del Mr. Universo Model en República Dominicana.
Ha cubierto eventos de moda como el Fashion Week de Aruba, Nueva York, Los Ángeles, Miami, Punta del Este, Ecuador, Colombiamoda y otros.

## Reconocimientos y premios
Ha sido entrevistada por varios canales internacionales como ser: CNN, Univisión, Hola TV, Telemundo, TV Caracol, TVN de Chile y otros.
Durante su carrera periodística ha sido merecedora de los siguientes reconocimientos:
- Premio Maya Bolivia Archivado el 3 de junio de 2020 en Wayback Machine. al mejor programa de entretenimiento "Contame".[1] (2015)
- Latin Maya Awards Archivado el 3 de junio de 2020 en Wayback Machine. en Washington, reconocimiento a su trayectoria televisiva (2019)
- The Orion Star Awards en Londres, como periodista destacada de América Latina  (2020)
- Reconocimiento a la trayectoria televisiva y coberturas internacionales por la Cámara Boliviana Americana (2014)
- Embajadora y representante de la Marca Santa Cruz (2013)
- Reconocimiento a la trayectoria televisiva y coberturas internacionales por la alcaldía y comisionado de Miami (2014)
- Nombrada huésped ilustre de la ciudad de Sucre (2013)
- Embajadora de la Moda y Turismo por la Asociación de Textiles y Moda de Sucre (2013)
- Vocera turística internacional de Potosí (2013)
- Reconocimiento a su carrera televisiva y coberturas internacionales en Ecuador (2016)
- Embajadora Internacional de la Moda Latinoamericana en Ecuador (2017)